# Holsøya
Holsøya est une île dans le landskap Sunnhordland du comté de Vestland. Elle appartient administrativement à Masfjorden.

## Géographie
Rocheuse et pratiquement désertique, elle s'étend sur environ 3,755 km de longueur pour une largeur approximative maximale de 2,253 km. Elle compte plusieurs routes et de nombreuses habitations sur les côtes. 